# Bordetella trematum
Bordetella trematum es una bacteria gramnegativa del género Bordetella. Fue descrita en el año 1996. Su etimología hace referencia a abertura. Es aerobia y móvil por flagelación perítrica. Tiene un tamaño de 0,5-0,6 μm de ancho por 1-1,8 μm de largo. Forma colonias convexas, circulares y grisáceas-blancas con márgenes enteros en agar sangre tras 24 horas de incubación. Oxidasa negativa. Temperatura óptima de crecimiento de 37 °C. Tiene un contenido de G+C de 65%. Se ha aislado de infecciones en la oreja y en heridas en Alemania. 